# Johan Berg
Johan Berg, né le 20 mars 1995, est un skieur acrobatique norvégien spécialiste du slopestyle.
Il a gagné sa première compétition internationale, le 8 février 2013 à l'occasion de la manche de Coupe du monde disputée à Silvaplana

## Palmarès

### Championnats du monde
| Édition / Discipline | Slopestyle |
| Mondiaux 2013        | 16e        |

### Coupe du monde
- Meilleur classement au général : 30e en 2013.
- Meilleur classement du slopestyle : 2e en 2013.
- 1 podium dont 1 victoire.

#### Détails des victoires
| Édition / Épreuve | Slopestyle |
| 2013              | Silvaplana |